# منتخب هولندا لكأس ديفيز
منتخب هولندا لكأس ديفيز (بالهولندية: Nederland in de Davis Cup)‏ هو ممثل هولندا الرسمي في كرة المضرب في كأس ديفيز.